# Sekondi Eleven Wise
El Sekondi Eleven Wise es un equipo de fútbol de Ghana que juega en la Primera División de Ghana, la segunda liga de fútbol más importante del país.

## Historia
Fue fundado en el año 1919 en la ciudad de Sekondi por los trabajadores del ferrocarril de la ciudad. Se les conoce como Western Show Boys debido a que es el equipo más popular del oeste de Ghana. Tiene una rivalidad con el otro equipo de la ciudad, el Sekondi Hasaacas.
Ganaron la Liga de fútbol de Ghana en 1960, pero con el modelo de equipo de fútbol que implementó el Real Republicans en 1961 hicieron que el club mostara un nivel tan pobre que estuvo lejos de repetir el título, único título de liga ganado actualmente. No juegan en la máxima categoría desde la temporada 2009/10.
A nivel internacional han participado en 1 torneo continental, en la Recopa Africana 1980, en la que fueron eliminados en los cuartos de final por el MA Hussein Dey de Argelia.

## Palmarés
- Liga de fútbol de Ghana: 1

1960
- Copa de Ghana: 1

1982

## Participación en competiciones de la CAF
| Temporada | Torneo          | Ronda            | Club           | Casa | Visita | Global |
| --------- | --------------- | ---------------- | -------------- | ---- | ------ | ------ |
| 1980      | Recopa Africana | 1                | Sodiam Sports  | 3-0  | 1-0    | 4-0    |
| 1980      | Recopa Africana | 2                | Dynamo Douala  | 2-1  | 1-1    | 3-2    |
| 1980      | Recopa Africana | Cuartos de final | MA Hussein Dey | 1-1  | 1-4    | 2-5    |

## Jugadores destacados
- Edward Acquah
- Ebenezer Assifuah
- Ibrahim Ayew

## Gerencia
- Dueño:  Papa Ankomah
- Vicepresidente:  Dr. John Ackah Blay-Miezah
- Presidente:  Alhaji Soldier
- Director técnico:  Nana Agyemang
- Director deportivo:  Charles Akonnor
- Director de Comunicaciones:  Charles Osei Asibey
- Gerente administrativo:  Walter Yankah
- Oficial ejecutivo en jefe:  Jamil Maraby